# Callejón de los Bolos
La Sala de exposiciones Callejón de los Bolos se encuentra en Jerez de la Frontera (Andalucía, España).
Arquitectónicamente, cuenta con la singularidad de ser una casco de bodega rehabilitado para función social y cultural, a la vez que un ejemplo de reutilización de estos espacios arquitectónicos.

## Historia
El complejo bodeguero de Agustín Blázquez se asentaba sobre las antiguas Bodegas de Paúl, iniciadas en las primeras décadas del XIX pero que incluían a su vez algunas piezas del XVIII.
A comienzos de los 80, con la restauración de los primeros ayuntamientos democráticos y ante la necesidad de redefinir la ciudad y su crecimiento, se inicia el derrumbe del complejo bodeguero de Agustín Blázquez. El Ayuntamiento de Jerez decide salvar un pequeño casco de bodega, como muestra de lo que fue todo el complejo y rehabilitarlo como Sala de Exposición.
En 2021 se rehabilita para ser "Centro de Arte Contemporáneo"

## Actualidad
Suele acoger exposiciones de fotografía, dioramas o proyecciones aunque por su gran tamaño y espacio interior puede albergar todo tipo de muestras, colecciones o actividades.